# John Burningham
John Burningham (né le 27 avril 1936 à Farnham (Surrey) et mort le 4 janvier 2019 à Londres) est un auteur et illustrateur britannique de littérature jeunesse.

## Biographie
John Burningham a passé cinq ans dans l'école libertaire de Summerhill. Il témoigne de son expérience dans cette école et de ce qu'elle lui a apporté dans le documentaire Les enfants de Summerhill de Bernard Kleindienst en 1997.
Il devient « objecteur de conscience, il passe deux années à travailler en communauté en Calabre, en Israël et en Écosse ».
Il étudie ensuite le graphisme à la Central School of Art and Design de Londres,. Il y rencontre Helen Oxenbury, qui deviendra « son épouse et la mère de leurs trois enfants. ».
Il publie son premier album jeunesse en 1963,  Borka: The Adventures of a Goose With No Feathers qu'il écrit et illustre. L'ouvrage est lauréat la même année de la médaille Kate Greenaway, qui récompense un illustrateur anglais de livres jeunesse. L'album est traduit en 1966 par les éditions Flammarion Jeunesse sous le titre Borka : les aventures d'une oie sans plumes.
Il obtient une seconde fois  la médaille Kate Greenaway en 1970 pour Mr Gumpy's Outing. Cet ouvrage a également été honoré de la « Mention d'Honneur » à la Biennale d'illustration de Bratislava (BIB) en 1971, biennale internationale se déroulant en Slovaquie, qui récompense des illustrateurs de toutes les nationalités. L'ouvrage est traduit en français en 1973 sous le titre La promenade de Monsieur Gumpy.
Il a publié près de 70 albums.
En 2018, pour l'ensemble de sa carrière, il reçoit, en même temps que son épouse Helen Oxenbury,
le Booktrust Lifetime Achievement Award.
Il meurt en janvier 2019, à l'âge de 82 ans, à la suite  d'une pneumonie.

### Famille
Sa femme, Helen Oxenbury, est aussi auteure et illustratrice anglaise. Elle est la « mère de leurs trois enfants. ».

## Quelques ouvrages traduits en français
(Les dates entre parenthèses sont celles de l'édition originale anglaise)
- Borka : les aventures d'une oie sans plumes, 1966 (traduction de Borka: The Adventures of a Goose With No Feathers, 1963)

Médaille Kate Greenaway, 1963
- Trubloff : la souris qui voulait jouer de la balalaïka (traduction de Trubloff: The Mouse Who Wanted to Play the Balalaika, 1964)
- Harquin : le renard qui descendit dans la vallée (traduction de Harquin: Fox Who Went Down , 1967)
- ABC (traduction de ABC ou John Burningham's ABC, 1964)
- Saisons, 1972 (traduction de Seasons, 1969)
- La Promenade de Monsieur Gumpy, 1973 (traduction de Mr Gumpy's Outing, 1970)

Médaille Kate Grennaway, 1970
- La Voiture de Monsieur Gumpy (traduction de Mr Gumpy's Motor Car, 1973)
- Le Lapin (traduction de The Rabbit, 1974)
- Bébé (traduction de The Baby, 1974)
- Le Placard (traduction de The Cupboard, 1975)
- La Couverture (traduction de The Blanket, 1975)
- Ne te mouille pas les pieds Marcelle !, 1977 (traduction de Come away from the water, Shirley, 1977)
- Veux-tu sortir du bain Marcelle !, 1978 (traduction de Time to get out of the bath, Shirley, 1978)
- Préfèrerais-tu..., 1978 (traduction de Would You Rather..., 1978)
- Le Panier de Stéphane, 1980 (traduction de The Shopping Basket, 1980)
- Grand-papa (traduction de Granpa, 1984)
- Jean-Philippe Nicolas Letoummou, le garçon qui arrivait toujours en retard (John Patrick Norman McHennessy: The Boy Who Was Always Late, 1987)
- Aldo 1993 (traduction de Aldo, 1991)
- Le Cadeau de Noël de Gaston Grippemine (traduction de Harvey Slumfenburger's Christmas Present, 1993)
- Train de nuit, 1995 (traduction de Oi! Get off our train, 1989)
- Au pays des nuages, 1996 (traduction de Cloudland, 1996)
- Le Lit magique (traduction de The Magic Bed, 2003)
- Tir à la corde (traduction de Tug Of War, 2012)
- Eduardo le terrible (traduction de Edwardo: le Horriblest Boy in the Whole Wide World, 2006)
- C'est un secret, L’École des Loisirs, 2010 (traduction de It's a Secret!, 2009)

- Le Zoo derrière la porte (The Way to the Zoo,2014.)
- Malo mobile (Motor Miles, 2016)

## Prix et distinctions
- Médaille Kate Greenaway 1963[5] pour son premier ouvrage Borka: The Adventures of a Goose With No Feathers (traduit en français sous le titre Borka : les aventures d'une oie sans plumes)
- Médaille Kate Greenaway 1970[5] pour Mr Gumpy's Outing (traduit en français sous le titre La promenade de Monsieur Gumpy)
- « Mention d'Honneur » 1971 à la Biennale d'illustration de Bratislava (BIB)[6] pour La promenade de Monsieur Gumpy
- Booktrust Lifetime Achievement Award 2018[3] pour l'ensemble de sa carrière.